# Avetik Isahakjanmuseet
Avetik Isahakjanmuseet är ett personmuseum i distriktet Kentron i Armeniens huvudstad Jerevan, som är tillägnat den armeniske poeten Avetik Isahakjan (1875–1957).
Armeniens regering hade 1945 låtit uppföra ett bostadshus till Avetik Isahakjan som en 70-årspresent. Det ritades av arkitekten Pertjanusj Msrjan (1914–2009) och är ett tvåvåningshus byggt i svart polerad tuff. Avetik Isahakjanmuseet öppnades i huset 1963, fem år efter Isahakjans död.